# こころ検定
こころ検定®（こころけんてい）は文部科学省が後援し、一般財団法人日本こころ財団が認定する検定試験である。

## 概要
こころ検定は、心について段階的に自らの心や他者の心への関わりを、心理学に基づいて体系的な知識・理解を深め、こころの教育の普及と日常生活での活用を目指した検定である。
2017年10月より検定が開始。2021年度より、2～4級の試験回数は年間4回から5回へと変更になり、1級と2級の受験対策講座がオンラインで開催される。心の段階を4つの等級とテーマに沿って体系的な知識・理解を深めることを目的としている。
1級～こころを援助する～

医療・福祉・教育・産業・公共サービス等での相談援助および心理カウンセリング、
心理療法によるカウンセリング業務従事職やコミュニケーション向上で求められる応用知識・技能を有す。
2級～こころに触れる～

医療・福祉・教育・産業・公共サービス等での相談援助および心理カウンセリング、
心理療法によるカウンセリング業務従事職やコミュニケーション向上で求められる基礎知識・技能を有す。
3級～こころを成長させる～

基礎心理学における領域で下記の領域における知識・技能を身につけ、自らのこころの成長を図ることが出来る。
4級～こころと向き合う～

基礎心理学における領域で下記の領域における知識を理解し、自らのこころについて理解を深めることが出来る。

## 各級の説明
| 級  | 試験内容                                 | 出題範囲 | 合格基準                                        | 対策講座、対策テキスト・問題集                                                         |
| --- | ---------------------------------------- | --- | ----------------------------------------------- | -------------------------------------------------------------------------------------- |
| 1級 | 学科試験CBT 四者択一40問及び実技口述試験 | 2級分野全般に加え以下の1級の分野より出題 ・精神医科学緒論 ・面接技法 ・応用生活心理学 ・カウンセリング技法 ・精神予防政策学 | 学科試験CBT：正答率70％以上 実技口述試験:非公開 | ・文部科学省後援こころ検定1級対応メンタルケア心理専門士講座 ・こころ検定1級 対策問題集 |
| 2級 | CBT 四者択一40問                         | ・精神解剖生理学基礎 ・精神医科学基礎 ・カウンセリング基本技法                                                              | 正答率70％以上                                  | ・文部科学省後援こころ検定2級対応メンタルケア心理士講座 ・こころ検定2級 対策問題集     |
| 3級 | CBT 四者択一20問                         | ・発達 ・パーソナリティ ・教育 ・適応 ・検査                                                                                | 100点中70点以上                                 | ・こころ検定3級 公式テキスト ・こころ検定3級 対策問題集                                |
| 4級 | CBT 四者択一20問                         | ・学習 ・認知 ・生理 ・知覚 ・社会 ・感情 ・知識                                                                            | 100点中70点以上                                 | ・こころ検定4級 公式テキスト ・こころ検定4級 対策問題集                                |

## 受検資格
- 1級：こころ検定２級合格者、またはメンタルケア心理士®資格登録者
- 2級：誰でも受検可能
- 3級：誰でも受検可能
- 4級：誰でも受検可能